# Luciano Masiero
Luciano Masiero (Rovigo, 3 agosto 1936 – 4 aprile 2002) è stato un calciatore italiano, di ruolo portiere.

## Carriera
Cresciuto nella SPAL, dopo gli esordi con il Moglia, una stagione al Foggia & Incedit in Serie C ed una al Maglie tra i dilettanti, passa al Potenza con cui compie come portiere titolare la scalata dalla Serie D alla Serie B.
Con i lucani disputa 56 gare nella categoria cadetta, dapprima come titolare nella stagione 1963-1964, nelle stagioni successive alternandosi con Bruno Ducati e Roberto Tancredi, ed infine come riserva di Rosario Di Vincenzo.
Nel corso del campionato 1967-1968 si trasferisce al Trapani, dove gioca in Serie C gli ultimi anni di carriera.

## Palmarès

### Club

#### Competizioni nazionali
- Serie C: 1

Potenza: 1962-1963
- Serie D: 1

Potenza: 1960-1961

#### Competizioni regionali
- Prima Categoria: 1

Toma Maglie: 1959-1960